# Giovanni Corsi (Sänger)

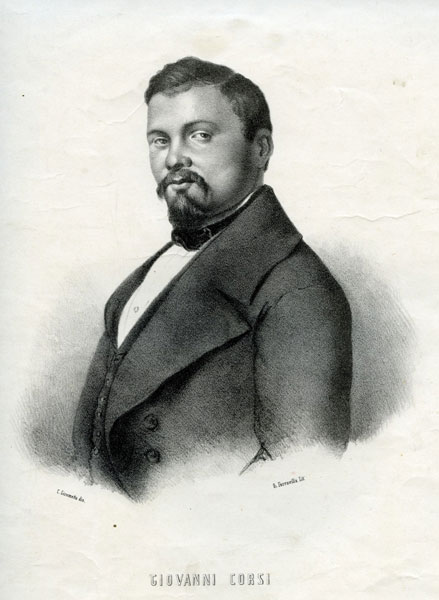

Giovanni Corsi (* 1822 in Verona; † 4. April 1890 in Monza) war ein italienischer Opernsänger (Bariton).

## Leben
Corsi debütierte 1844 am Teatro della Canobbiana. Im Jahr 1844 wurde er als primo baritono an das Mailänder Teatro alla Scala berufen, wo er bis 1870 engagiert war. Bekannt wurde er vor allem als Verdi-Sänger. 1856 sang er den Rigoletto am Pariser Théâtre-Italien, er trat aber auch in der Titelrolle von Gaetano Donizettis Oper Marin Faliero auf.
Von 1873 bis 1876 hatte er eine Professur am Sankt Petersburger Konservatorium.